# Alexander Acosta
Alexander Acosta   (Miami, 16 de gener de 1969) és un jurista, acadèmic i polític nord-americà, fill d'emigrants de Cuba. És membre del Partit Republicà i va ser Secretari de Treball del govern de Donald Trump del 2017 al 19 de juliol del 2019.
El 12 de juliol de 2017 va dimitir arran de les ramificacions de l'afer Epstein. Havia estat criticat per haver arxivat el 2008 una investigació de l'FBI sobre el delictes sexuals de Jeffrey Epsteinamb un acord amb els advocats d'Epstein per el qual el pederasta evitava una possible condemna de cadena perpètua, tot declarant-se sols culpable de delictes menors.